# 15388 Coelum
15388 Coelum eller 1997 ST17 är en asteroid i huvudbältet som upptäcktes den 27 september 1997 av San Vittore-observatoriet i Bologna. Den är uppkallad efter den astronomiska tidskriften Coelum.
Den tillhör asteroidgruppen Nysa.